# Altamira (Pará)
Pour les articles homonymes, voir Altamira (homonymie).
Altamira est une ville brésilienne de l'État du Pará.

## Généralités
Altamira est la plus grande municipalité du Brésil en superficie.

## Géographie
Altamira se situe à une latitude de 3° 10′ 60″ sud et à une longitude de 52° 12′ 21″ ouest, à une altitude de 109 mètres, sur la rive gauche du Rio Xingu.
Sa population était de 92 733 habitants au recensement de 2007, 126 279 en 2022. La municipalité s'étend sur 159 696 km2.
Elle fait partie de la microrégion d'Altamira, dans la mésoregion Sud-Ouest du Pará.
Les communautés autochtones ont été fortement affectées par la construction de la centrale hydroélectrique de Belo Monte. Des dizaines de personnes ont dû être déplacées et l'écosystème local a été bouleversé. En 2019, les territoires indigènes sont exposés aux incursions illégales de trafiquants de bois et des grands propriétaires terriens. Le président Jair Bolsonaro décide de réduire la superficie de ces territoires protégés.